# University of Leicester

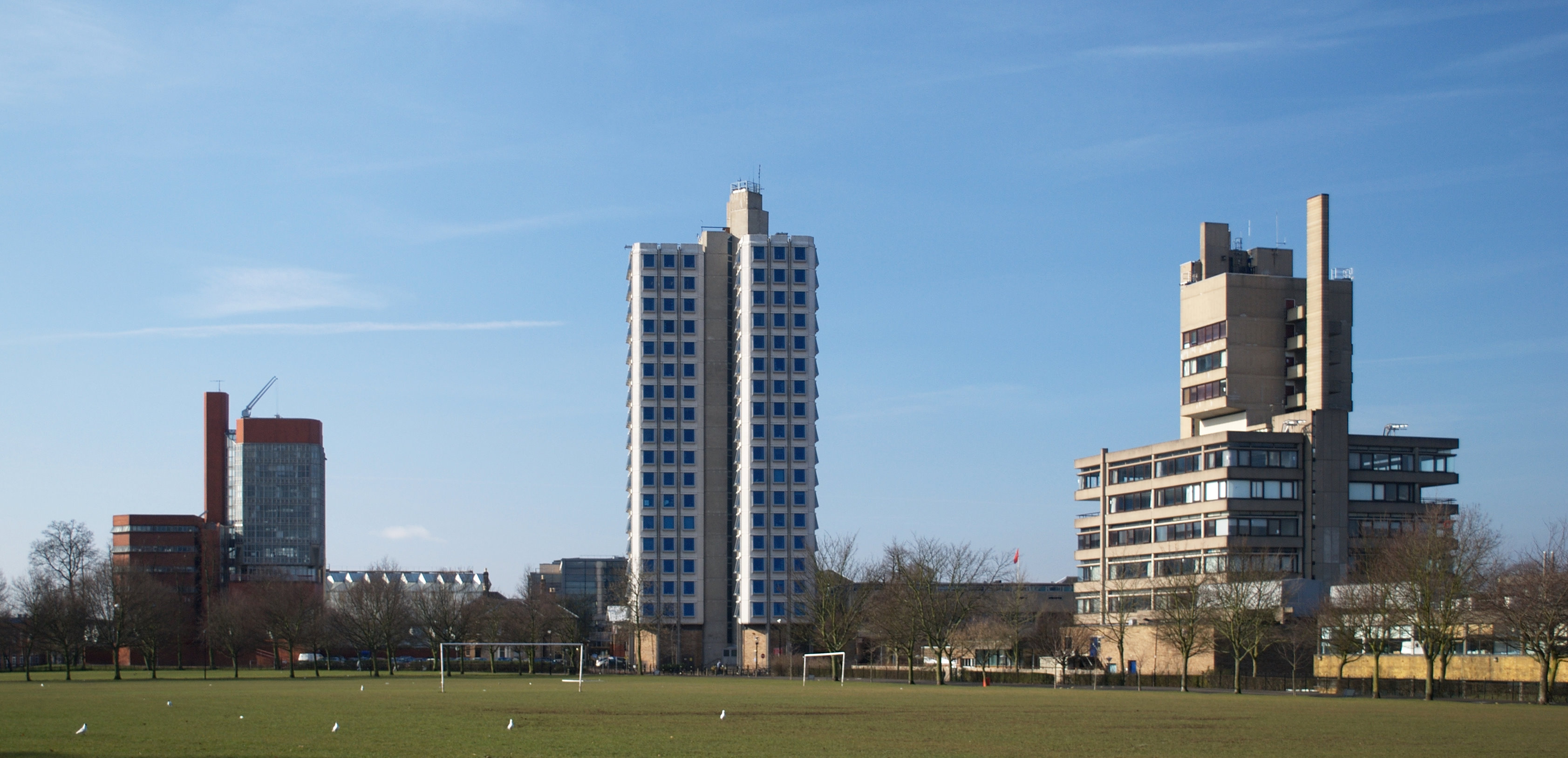
Campus der Universität vom Victoriapark aus gesehen

Die Universität Leicester (englisch University of Leicester) ist eine Universität in Leicester [ˈlɛstə], England, und gilt heute als Forschungsuniversität.
Eine bekannte Entdeckung an der Universität ist die DNA-Analyse, die 1984 von Sir Alec Jeffreys entwickelt wurde. Verschiedene Forschungseinrichtungen und -zentren befinden sich an der University of Leicester, darunter das Stanley Burton Centre for Holocaust and Genocide Studies.

## Historisches

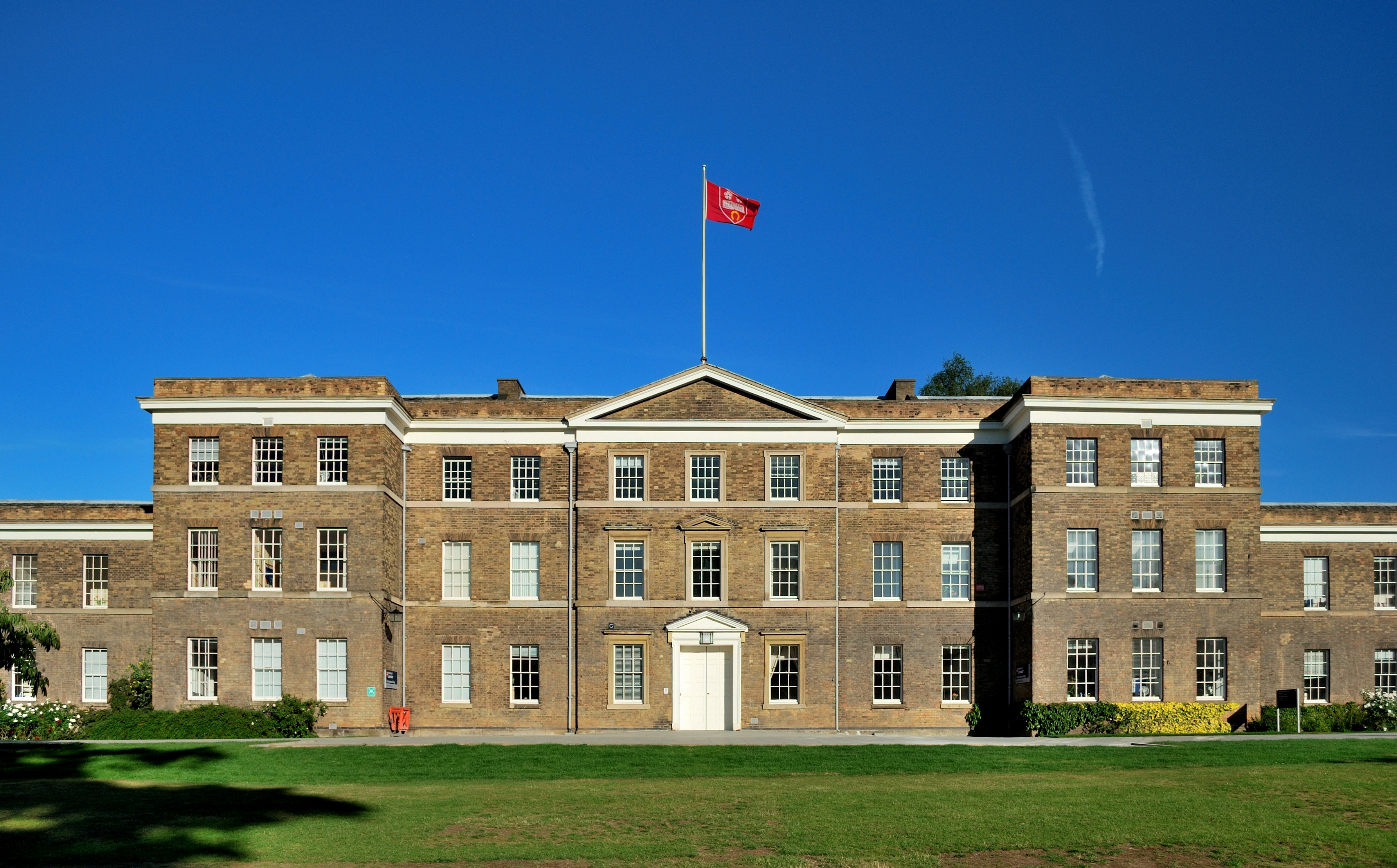
Das 1837 erbaute Fielding-Johnson-Gebäude, in dem sich heute die Büros der Universitätsverwaltung befinden

Die Gründung der Hochschule erfolgte 1921 als Leicester, Leicestershire and Rutland University College. 1957 erlangte sie per Royal Charter den Status als Universität.

## Kontroverse 2021
Für Aufmerksamkeit sorgte Anfang 2021 die angekündigte Entlassung von 16 Wissenschaftlern, darunter den bekannten Organisationstheoretiker Gibson Burrell, weil sie in der den kritischen Managementstudien nahestehenden Fachzeitschrift Critical Perspectives on Accounting (CPA) veröffentlicht hatten und daher der Universitätsleitung ein Dorn im Auge waren. Im März 2021 veröffentlichten die Mitherausgeber der Zeitschrift einen offenen Brief, in dem sie aufzeigten, dass sie „darauf aufmerksam gemacht wurden, dass die Leicester University Business School beabsichtigt, sich von kritischen Akademikern zu trennen, und dass Kollegen, die in CPA veröffentlicht hatten, jetzt Gefahr laufen, ihren Arbeitsplatz zu verlieren“ und argumentieren, dass dies „völlig im Widerspruch zu den Grundprinzipien der akademischen Freiheit und der Qualität der Wissenschaft steht, die die Entscheidungsfindung innerhalb der Universitäten überall regeln sollten“. Eine große Mehrheit der in der Gewerkschaft University and College Union organisierten Universitätsmitarbeiter verabschiedete ein Misstrauensvotum gegen die Universitätsleitung aufgrund der angekündigten Entlassungen.

## Zahlen zu den Studierenden
Von den 16.180 Studenten des Studienjahrens 2019/2020 waren 8.740 weiblich und 7.440 männlich. 11.435 Studierende kamen aus England, 40 aus Schottland, 205 aus Wales, 40 aus Nordirland, 665 aus der EU und 3.760 aus dem Nicht-EU-Ausland. 11.400 der Studierenden strebten ihren ersten Studienabschluss an, sie waren also undergraduates. 4.780 arbeiteten auf einen weiteren Abschluss hin, sie waren postgraduates.
2007 waren es 16.160 Studierende gewesen, 2014/2015 waren es 9.860 Frauen und 8.135 Männer und insgesamt 17.995 Studenten.